# ادیتی رائو حیدری
آدیتی رائو حیدری (هندی: अदिति राव हैदरी، انگلیسی: Aditi Rao Hydari؛ زادهٔ ۲۸ اکتبر ۱۹۷۸) هنرپیشه اهل هند است که در فیلم‌های هندی، تامیلی، و تلوگو بازی می‌کند. او حرفه بازیگری خود را با فیلم مالایالمی، پراجاپاتی در سال ۲۰۰۶ آغاز کرد. وی بخاطر بازی در فیلم زندگی این سال (۲۰۱۱) به شهرت رسید و جایزه بهترین بازیگر نقش مکمل زن را از آن خود کرد.
حیدری برای فیلم در آسمان (۲۰۱۷) برنده جایزه SIIMA، برای بهترین بازیگر تازه‌کار زن تامیلی شد. در سال ۲۰۱۸ نقشی کلیدی در درام تاریخی پادماوات ایفا کرد که در گیشه بسیار موفق بود و جایزه آیفا بهترین بازیگر نقش مکمل زن را برای او به ارمغان آورد. از فیلم‌ها یا برنامه‌های تلویزیونی که وی در آن نقش داشته است می‌توان به وزیر اشاره کرد.
او همچنین دختر عموی کیران رائو، همسر عامر خان است.

## فیلم‌شناسی
فهرست برخی از فیلم‌هایی که ادیتی رائو حیدری در آنها به ایفای نقش پرداخته است:
| سال  | فیلم                    |
| ---- | ----------------------- |
| ۲۰۰۹ | دهلی-۶                  |
| ۲۰۱۰ | خاطرات بمبئی            |
| ۲۰۱۱ | زندگی این سال           |
| ۲۰۱۱ | راک استار               |
| ۲۰۱۳ | قتل ۳                   |
| ۲۰۱۳ | رئیس                    |
| ۲۰۱۴ | زیبارو                  |
| ۲۰۱۶ | وزیر                    |
| ۲۰۱۶ | وسواس                   |
| ۲۰۱۷ | در آسمان                |
| ۲۰۱۷ | بومی                    |
| ۲۰۱۸ | پادماواتی               |
| ۲۰۱۸ | اسمان سرخ زرشکی         |
| ۲۰۱۸ | فضا ۹۰۰۰ کیلومتر برساعت |
| ۲۰۱۸ | بنده خدا                |
| ۲۰۲۱ | دختری در قطار           |
| ۲۰۲۱ | داستان‌های عجیب          |
| ۲۰۲۱ | نوه بزرگ سردار          |
| ۲۰۲۲ | هی دلبر عصبانی          |

| سال  | سریال    | شبکه         | فصل |
| ---- | -------- | ------------ | --- |
| ۲۰۲۳ | تاج      | زی۵          | ۲   |
| ۲۰۲۳ | جوبیلی   | امازون پرایم | ۱   |
| ۲۰۲۴ | هیرامندی | نتفلیکس      | ۲   |

## نگارخانه

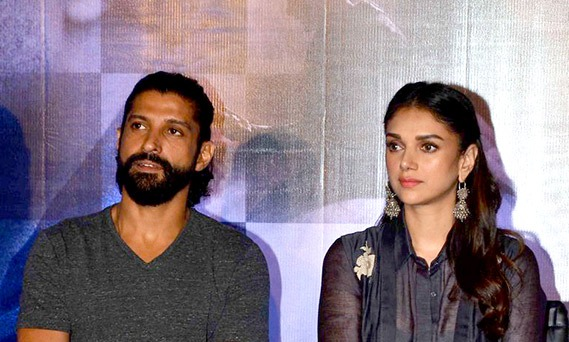
فرهان اختر و ادیتی رائو حیدری در نمایش وزیر
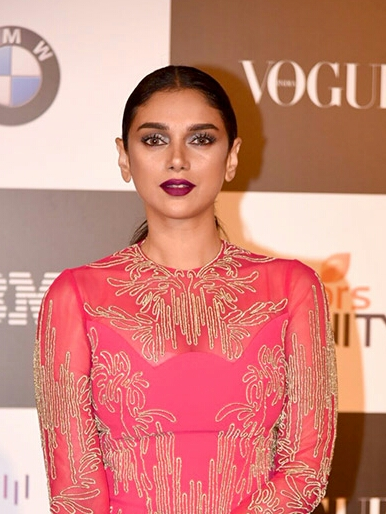
ادیتی رائو حیدری در همایش مجلهٔ وگ هند